# 麥金萊鎮區 (明尼蘇達州卡斯縣)
麥金萊鎮區（英語：McKinley Township）是一個位於美國明尼蘇達州卡斯縣的行政鎮區。此地得名自美國第二十五任總統威廉·麦金莱。

## 人口
根據2020年美國人口普查的數據，麥金萊鎮區的面積為94.10平方千米，當中陸地面積為93.40平方千米，而水域面積為0.70平方千米。當地共有人口140人，而人口密度為每平方千米1人。